# Жулька и Жемчужина
Жулька и Жемчужина — советские собаки-космонавты.

## История
22 декабря 1960 года в СССР г. с космодрома Байконур состоялся запуск космического корабля «Восток 1К № 6» со спутником «Спутник-7-1», в котором находились собаки Жулька и Жемчужина (имена собак менялись и были — Жулька и Альфа, а также Комета и Шутка). Жулька уже летала на геофизической ракете Р-2А под именами Снежинка и Жемчужная 2 июля 1959 года (вместе с собакой по имени Отважная). Также на борту спутника находились мыши, крысы и другая мелкая живность.
Через некоторое время после старта, из-за разрушения газогенератора третьей ступени ракеты-носителя, корабль отклонило в сторону от курса. Стало очевидным, что в космос ракета не выйдет, и на высоте 214 км произошло аварийное отделение спускаемого аппарата, который приземлился в 65 км юго-западнее посёлка Тура в Эвенкии (в районе реки Подкаменная Тунгуска). В этот район падения срочно вылетела группа спасателей и учёных, но из-за сложностей поиска и крайне низкой температуры воздуха, спускаемый аппарат был обнаружен только 25 декабря. К удивлению спасателей, Жулька и Жемчужина оказались живы, хотя остальная живность, находящаяся с ними в капсуле, погибла. Впоследствии Жульку взял к себе выдающийся учёный-медик — академик Олег Газенко, и она прожила у него около 14 лет. Ныне чучело Жульки представлено в экспозиции мемориального кабинета Олега Газенко в ИМБП.